# Pilar Cansino
Pilar Cansino Romero (Sevilla, 18 de enero de 1937) es una bailaora y actriz española que participó en alrededor de una treintena de películas a lo largo de su trayectoria cinematográfica que abarcó desde 1957 hasta 1977, salvo un papel secundario en la película de 1991 Jet Marbella Set.

## Biografía
Inició su formación artística en la academia de baile de Realito y Enrique el Cojo, donde conoció a Antonio el Bailarín quien la contrató para su espectáculo en Madrid. Posteriormente trabajó en el madrileño tablao El Duende, propiedad de Pastora Imperio y Gitanillo de Triana, donde fue descubierta por Gras y Claveri, proponiéndole hacer una prueba cinematográfica. Su buen hacer en dicha prueba le permitió un papel protagonista en la película Soledad que fue premiada en el Festival Internacional de Cine de Venecia.
Aparte de su faceta cinematográfica, también hizo teatro y ballet con el que recorrió buena parte de Europa, retirándose en 1977.
Estuvo casada con el guionista de cine Antonio Fos, hasta el fallecimiento de éste en 1990.
Es prima segunda de Rita Hayworth (Margarita Carmen Cansino), ya que el padre de Pilar y el padre de la mítica Gilda, Eduardo Cansino eran primos hermanos. Por ello en el mundo artístico llegó a ser conocida como la prima de Rita.

## Filmografía
- Los ángeles del volante (1957)
- María de la O (1958)
- El amor empieza en sábado (1958)
- Soledad (1958)
- En las ruinas de Babilonia (1959)
- ¡Ahí va otro recluta! (1960)
- Días de feria (1960)
- El Litri y su sombra (1960)
- Juanito (1960)
- Un ángel tuvo la culpa (1960)
- Los mercenarios (1961)
- Aquí están las vicetiples (1961)
- El hombre de la isla (1961)
- Siempre en mi recuerdo (1962)
- Usted tiene ojos de mujer fatal (1962)
- Perro golfo (1963)
- El sexto sentido (1963)
- El juego de la verdad (1963)
- Golia e il cavaliere mascherato (1963)
- Los conquistadores del Pacífico (1963)
- Le gros coup (1964)
- Piso de soltero (1964)
- Los Flamencos (1966)
- Pagó cara su muerte (1968)
- El taxi de los conflictos (1969)
- Cuadrilátero (1970)
- Cuando los niños vienen de Marsella (1974)
- No quiero perder la honra (1975)
- Niñas... ¡al salón! (1977)
- Jet Marbella Set (1991)